# Bay Middleton
William George „Bay“ Middleton (* 16. April 1846 in Glasgow, Schottland; † 9. April 1892 in Edge Hill / Kineton) war ein englischer Pferdesportler und Herrenreiter.

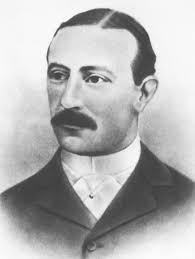
Bay Middleton

## Leben
William George Middleton war der Sohn von George Middleton d. Ä. und dessen Ehefrau Mary Margaret Hamilton. Über seine Kindheit ist nur wenig bekannt. Middleton war ein hervorragender Pferdesportler. Er gewann viele Rennen und widmete fast sein ganzes Leben ausschließlich den Pferden. Außerdem spielte er hervorragend Cricket und betätigte sich als Jockey. Seine Reitkünste und sportlichen Leistungen waren über Großbritannien hinaus hoch geachtet.
Middleton war ein rothaariger, eher zurückgezogener Mann, der sich am wohlsten unter Leuten seiner Gesellschaftsklasse fühlte. Vermutlich bekam er wegen seiner rötlich-braunen Haare auch seinen Spitznamen „Bay“, den er sein ganzes Leben lang behielt.
Middleton absolvierte eine Militärlaufbahn. Er diente im Rang eines Captain beim 12th Royal Regiment of Lancers. Ab 1865 war seine Einheit in Cahir stationiert.
International bekannt wurde Middleton aber erst durch seine Kontakte zur Kaiserin Elisabeth, deren Pilot er wurde. Elisabeth reiste erstmals 1874 auf Einladung ihrer Schwester, Exkönigin Marie beider Sizilien, nach England. Dort lernte sie John Spencer, 5. Earl Spencer kennen. Bei dieser Begegnung traf sie zum ersten Mal offenbar auch Middleton, der Lord Spencers Stallmeister und Pferdezüchter war; sie nahm jedoch keine weitere Notiz von ihm.
Nach ausführlichen Vorbereitungen und ausgiebigem Training entschloss sich Elisabeth 1876, an einer Parforcejagd nach englischem Muster teilzunehmen. Nach den Reitvorbereitungen in den letzten beiden Jahren fühlte sie sich sicher genug, um im Kreis der Besten mitzuhalten. Sie quartierte sich in Easton Neston ein. Als Master wurde ihr der um neun Jahre jüngere, schwerhörige Middleton zugeteilt, der damals als bester Reiter Englands galt. Als sie sich zum ersten Mal trafen, zeigte er kein Interesse an ihr; er hielt sie für eine arrogante, gelangweilte Frau der Hocharistokratie. Elisabeth hingegen imponierte, dass Middleton ihr auf Augenhöhe begegnete, auch ihr gegenüber seine rauen Manieren beibehielt und sich – im Gegensatz zu den meisten Zeitgenossen – überhaupt nicht unterwürfig zeigte. Seine wenig freundlichen Äußerungen über sie kamen ihr zu Ohren, aber sie zeigte keinen Ärger.
Das Eis war gebrochen, als er Elisabeth im Sattel sah. Der erfahrene Reiter erkannte in ihr eine hervorragende Reiterin, deren Können weit über das übliche Maß hinausging. Ganz besonders würdigte er ihre Haltung im Damensattel, die das Reiten erschwerte. Ab diesem Zeitpunkt entwickelte sich zwischen Middleton und Elisabeth eine aufrichtige Freundschaft. Von ihm ließ sie sich herumkommandieren. Er half ihr aufs Pferd oder zog sie aus Sumpf und Graben, wenn sie gestürzt war. Er trieb sie zu Höchstleistungen an und sagte ihr nicht, sie solle „aufhören“ oder „es nicht übertreiben“. Elisabeth liebte diese Herausforderungen und nahm sie täglich aufs Neue an. Durch Middletons Hilfe wurde sie zu einer exzellenten Reiterin.
Im Sommer 1876 besuchte Middleton auf Einladung Elisabeths Gödöllő. Dort traf er auch mit Franz Joseph zusammen. Der Kaiser wusste aber nichts mit ihm anzufangen, ganz abgesehen davon, dass er nicht gut Englisch und Middleton weder Deutsch noch Ungarisch verstand. Aber besonders eifersüchtig auf Middleton waren Elisabeths ungarische Reitfreunde. Vor allem mit ihrem ersten Reiter in Ungarn, Graf Niki Esterházy, geriet Middleton bald in eine ziemlich aggressive Rivalität. Denn in Ungarn war Esterházy der Master und Erste der Jagd.
Elisabeth vertraute Middleton blind. Er kaufte ihre Pferde, kümmerte sich um diese und ließ sie zureiten. Zu Weihnachten wurde er abermals nach Ungarn auf Schloss Gödöllő eingeladen, was schwere Probleme mit sich brachte. Die ungarischen Magnaten waren beleidigt, weil ihnen ein schottischer „Barbar“, wie sie ihn nannten, vorgesetzt wurde.
1875 verlobte sich Middleton mit Charlotte Baird, einem Mädchen aus reicher Landbesitzerfamilie. Er schob jedoch die Hochzeit immer wieder hinaus, bis sich Charlotte, von Eifersucht geplagt, nicht mehr hinhalten ließ. Sie wollte nach langen Verlobungsjahren endlich heiraten und dachte nicht daran, Middletons Verehrung für die Kaiserin weiter zu tolerieren, und so heirateten sie am 25. Oktober 1882. Aus der Ehe ging die Tochter Violet Georgina (* 1886) hervor. Zwischen den Jahren 1876 und 1882 wurde immer wieder kolportiert, Middleton und Elisabeth seien eine Liebesbeziehung eingegangen, was Elisabeth jedoch nicht wahrnahm. Ihr ganzes Interesse galt ihrem Sport und ihren Pferden. Aus heutiger Sicht und neuesten Forschungen zufolge erscheint eine Affäre zwischen der Kaiserin und Middleton äußerst unwahrscheinlich; nahezu alle ihrer zahlreichen Biographen schließen ein solches Verhältnis aus.
Affärengerüchte wurden vor allem von Elisabeths Schwester, Marie beider Sizilien, geschürt, da diese selbst ein wenig in Middleton verliebt war und gerne mit ihm ausgeritten wäre, jedoch immer von ihm abgewiesen wurde. Kronprinz Rudolf erfuhr während eines Besuchs in England von seiner Tante, Exkönigin Marie beider Sizilien, vom Gerücht eines angeblichen Verhältnisses seiner Mutter mit Middleton. Er wurde von Marie Festetics über die Lügen aufgeklärt. Als Elisabeth das erfuhr, kam es zu einem heftigen Streit zwischen den beiden Schwestern, der zeitlebens nicht mehr beigelegt werden konnte.
Im Februar 1882 verließ Elisabeth die britische Insel, um nie mehr zum Reiten zurückzukehren. Sie gab die Reitjagd unvermittelt auf, alle ihre Pferde wurden verkauft und das Gestüt aufgegeben. Aber Middleton setzte noch eine Zeitlang einen geheimen Briefwechsel mit der Kaiserin fort. Die beiden trafen sich auch noch einige Male. Ein geheimes Treffen soll in Amsterdam stattgefunden haben. Auch erwähnt Elisabeths Tochter Marie Valerie am 20. März 1888 in ihrem Tagebuch einen Besuch von Middleton in Gödöllő.
In den 1880er Jahren soll Middleton ein Liebesverhältnis mit Lady Henrietta Blanche Ogilvy (1852–1925) unterhalten haben, aus dem die Tochter Clementine (* 1. April 1885, † 12. Dezember 1977), die spätere Ehefrau von Winston Churchill, hervorgegangen sein soll.
In den folgenden Jahren betrieb Middleton auch weiterhin seinen Reitsport. 1892 nahm er am „Midland Sportsman’s Cup“, einem schweren Pferderennen in Kineton, teil, das vom 18. Lord Willoughby de Broke (1844–1902) organisiert wurde. Am „Parlamentarischen Hindernis“ (Parliamentary Steeplechase) stürzte er so schwer, dass er sich das Genick brach und starb. An der Unglücksstelle wurde ein Gedenkstein aufgestellt, der auch heute noch zu sehen ist.
Die Beerdigung fand in Anwesenheit zahlreicher prominenter Gäste in der Pfarrkirche von Haselbech (Northamptonshire) statt. Middletons Sarg, der mit dem Union Jack abgedeckt war, wurde mit militärischen Ehren seines Regiments und seiner Regimentskameraden zur letzten Ruhe gebettet.
Nach seinem Tod ließ seine (eifersüchtige) Witwe die gesamte Korrespondenz mit Kaiserin Elisabeth vernichten. Lediglich ein paar spärliche Andenken blieben übrig, die Middleton von der Kaiserin aus Dankbarkeit erhielt.